# Sechswochenamt (Film)
Sechswochenamt ist ein deutscher Spielfilm aus dem Jahr 2025 von Jacqueline Jansen. Es handelt sich um Jansens Langfilmdebüt, bei dem sie zugleich Regie führte, das Drehbuch schrieb sowie als Produzentin, Editorin und Casting-Direktorin fungierte.
Das Filmdrama erzählt von einer jungen Frau, die nach dem Tod ihrer Mutter während der COVID-19-Pandemie in ihre Heimatstadt zurückkehrt, um den letzten Wunsch der Verstorbenen zu erfüllen. Seine Weltpremiere feierte Sechswochenamt am 29. Juni 2025 beim 42. Filmfest München in der Reihe Neues Deutsches Kino.

## Handlung
Lore kehrt mitten in der COVID-19-Pandemie in ihre rheinische Heimatstadt Erkelenz zurück, nachdem ihre Mutter verstorben ist. Vor Ort sieht sie sich mit eingefahrenen Familienstrukturen und einer lähmenden Bürokratie konfrontiert, während sie kaum Zeit findet, sich von ihrer Mutter zu verabschieden. Über den namensgebenden Zeitraum von sechs Wochen – dem „Sechswochenamt“, einer katholischen Tradition einer Totenmesse rund sechs Wochen nach dem Todesfall – ringt Lore damit, den Verlust zu verarbeiten und den letzten Wunsch ihrer Mutter zu erfüllen.

## Produktion
Sechswochenamt basiert auf einem autofiktionalen Stoff, den Jacqueline Jansen aus persönlichen Erfahrungen entwickelte und fiktional verdichtete. Die überwiegend ohne institutionelle Förderung oder Senderbeteiligung realisierte Produktion wurde von Jansens Firma Filmweh getragen.

## Veröffentlichung
Die Uraufführung erfolgte am 29. Juni 2025 beim Filmfest München, wo Sechswochenamt in der Sektion Neues Deutsches Kino als Weltpremiere gezeigt wurde. Der Film wurde in vier Kategorien für den Förderpreis Neues Deutsches Kino nominiert: Regie, Drehbuch, Produktion und Schauspiel. Ein regulärer Kinostart ist bislang nicht bekannt.

## Rezeption
Das Filmdrama wurde von der Kritik überwiegend positiv aufgenommen. So lobte etwa Joachim Kurz auf kino-zeit.de die „schonungslose, authentische und doch tröstliche“ Darstellung von Trauer und Verlust. Auch der Filmdienst bezeichnete den Film als „schlicht, ehrlich und tief berührend“.

## Auszeichnungen
- Filmfest München 2025:
  - Förderpreis Neues Deutsches Kino – Beste produktionelle Leistung (Jacqueline Jansen)[4]
  - Förderpreis Neues Deutsches Kino – Beste schauspielerische Leistung (Magdalena Laubisch)[4]
  - FIPRESCI-Preis der internationalen Filmkritik[3]